# National Football Conference

Il logo della NFC.

La National Football Conference (o NFC) è una delle due conference (l'altra è la American Football Conference) che costituiscono la National Football League. La NFC fu costituita prima della stagione del 1970 con 13 squadre provenienti dalla NFL, quando questa si fuse con l'American Football League.
Dopo la riorganizzazione della NFL del 2002, la NFC è costituita da 16 squadre, suddivise in 4 division NFC North, NFC East, NFC South e NFC West, ognuna di 4 squadre. Durante la regular season, ogni squadra gioca due volte con le altre tre squadre della stessa division (a casa e in trasferta), ossia sei partite; 4 partite vengono giocate contro le squadre di un'altra division della stessa conference ed altre 4 contro le squadre di una division dell'altra conference, entrambe con una rotazione costante; 2 partite vengono giocate contro le altre squadre della stessa conference che hanno terminato la stagione precedente nella stessa posizione nella propria division; dal 2021 è stata aggiunta una 17a partita che viene giocata contro una squadra dell'altra conference che ha terminato la stagione precedente nella stessa posizione nella propria division.
Alla fine di ogni regular season hanno luogo i play-off tra le 7 migliori squadre della NFC:
1. le quattro prime classificate di ogni division;
2. tre "wildcards", ossia le migliori tre squadre classificate nella conference, tra quelle non vincitrici di division.

Al termine dei playoff ha luogo la finale di conference, detta NFC Championship Game. Il vincitore di questo incontro è il Campione della NFC, riceve il "George Halas Trophy" ed incontra il Campione dell'AFC nel Super Bowl.

## Composizione attuale della NFC
| NFC North         | NFC East              | NFC South            | NFC West            |
| ----------------- | --------------------- | -------------------- | ------------------- |
| Chicago Bears     | Dallas Cowboys        | Atlanta Falcons      | Arizona Cardinals   |
| Detroit Lions     | New York Giants       | Carolina Panthers    | Los Angeles Rams    |
| Green Bay Packers | Philadelphia Eagles   | New Orleans Saints   | San Francisco 49ers |
| Minnesota Vikings | Washington Commanders | Tampa Bay Buccaneers | Seattle Seahawks    |